# 玉置成實
玉置成實（日语：／ Tamaki Nami，1988年6月1日—），日本流行音樂女歌手，舞臺劇演員，出生於日本和歌山縣和歌山市。現為唱片公司Lantis旗下歌手，所屬经纪公司為HIGHWAY STAR。
玉置成實13歲時，在由日本索尼音乐舉辦的歌手選拔比賽中脫穎而出，並在2003年中學畢業后離開和歌山前往東京，成爲索尼音乐旗下歌手。同年4月，她以單曲《Believe》出道，這首歌曲作爲動畫《機動戰士鋼彈SEED》的第三首主题曲，乘著動畫的熱潮在Oricon公信榜上取得第五名，並讓她一炮而紅。其後，她發行的數張與鋼彈SEED相關的作品（《Realize》、《Reason》）亦在公信榜上奪得佳績，這些作品亦讓她廣受海外動漫迷所熟識。近年她的事業發展則主要以舞臺劇與音樂劇演出爲主。

## 簡歷
出生〜2002年
- 1988年6月1日出生，取名为「成实」。之所以取名為「成实」，是因爲她的父母期望她將來能「獲得無數成功的果實」。
- 從3歲起便學習芭蕾舞，其後在其姊影響下開始對現代舞蹈產生興趣，並憧憬長大后能成爲像安室奈美恵、SPEED和珍妮·杰克遜一樣的歌手[1]。
- 1999～2000年，开始在跳舞学校學習現代舞蹈。她的表现受到许多人的关注[1]。
- 2001～2002年，参加日本索尼音乐舉辦的選拔比賽，演唱Destiny's Child的《Survivor》。当时的舞蹈表演引起索尼星探的注目。

2003年
- 2003年4月23日，第一张单曲《Believe》发售。带领众人跳舞的PV成为话题，夺得oricon榜首次登场第5位。
- 5月21日，《Believe Reproduction～GUNDAM SEED EDITION～》登场。在oricon榜20位以上。
- 7月24日，第二张单曲《Realize》发售，首次登场获得第3位。
- 7月31日，分别在澀谷、新宿、台场、大阪、福冈舉行首次演唱會。
- 9月26日，《Realize Reproduction～GUNDAM SEED EDITION～》发售。
- 11月12日，第三张单曲《Prayer》发售。第一张DVD单曲《Believe DVD》发售。
- 12月17日，第二张DVD单曲《Realize DVD》发售。
- 12月27日，「ガンダムSEED FESTIVAL」演出。（国立代代木第一体育馆2回公演）。

2004年
- 1月28日，第4张单曲《Shining Star ☆不要忘記☆》登场。
- 1月31日，在东京池袋sunshine喷泉广场举行《Shining Star ☆不要忘記☆》发售纪念活动(小型实况录音&首次的合作会)。招募背後女伴舞者100名，一时间成为话题。
- 2月13-14日，在名古屋·大阪召开情人节活动(合作会&mini实况录音)。
- 2月25日，距出道10个月，第一张专辑《Greeting》发售，Oricon榜首次登场5位。
- 3月10日，于「第18屆日本金唱片大赏」，獲得年度最佳新人獎（Best New Artists）。
- 3月～4月，第一张专辑《Greeting》发行海外版，包括台湾、香港、泰国、美国。
- 4月10-11日，首次海外演出。到香港任「HK Performing Arts Academy」表演嘉宾。同时出席「SUNRISE & GUNDAM FESTIVAL」演出。
- 2月2、5日，在大阪养老金会馆大大厅，东京NHK大厅召开初次音乐会「Greeting」，吸引观众6100人。
- 5月19日，影像剪辑《Greeting DVD》发售。Oricon榜MUSIC DVD首次登场第3位。
- 5月27-6月5日，到美国宣传《Greeting》與演出活动。
- 6月5-13日，在洛杉矶接受跳舞與聲樂课程，並同時拍摄了《大胆地前进吧 ↑Heart&Soul↑》的PV。
- 7月14日，第5张单曲《大胆地前进吧 ↑Heart&Soul↑》发售。oricon榜首次登场第12位。
- 8月15-31日，舉辦了首次巡回演唱会「1st CONCERT"Greeting"an Extra Order」，在日本全國6处召开。
- 10月24-11月21日，在日本全國4处辦了首次学园祭。
- 11月10日，第6张单曲《Reason》发售，oricon榜首次登场第2位。
- 11月13日，为纪念《Reason》推出，举行首次签名会，约800人出席。

2009年
- 2009年，正式移籍到Universal Music Japan。
- 3月25日，發布全新單曲《Give Me Up》，翻唱1986年Michael Fortunati（英语：Michael Fortunati）同名歌曲但添加全新日文歌詞及重新混音，作為動畫《小双侠》2008年重製版第五首片尾曲。同日發布其於新力博得曼時期單曲的重新混音合輯《Tamaki Nami Reproduction Best》。

2010年
- 2月17日，作爲第5張個人專輯《STEP》的先行單曲，發行了第19張單曲《成为回忆?》。
- 2月24日，發布了第5張個人專輯《STEP》。
- 4月10日、11日，作爲專輯宣傳活動的一部分，在新宿FACE举行了特別演唱會「NAMI TAMAKI 7th Live"STEP"」。
- 7月1日、參與了在東京新木場STUDIO COAST舉辦的綜合娛樂舞蹈表演「PRECIOUS LAND」，作爲日本代表在世界各國的舞蹈高手前表演。

2011年
- 1月12日，發行了與韓國組合超新星合作的第20張單曲《Missing You〜Time To Love〜feat.KWANGSOO,JIHYUK,GEONIL(from 超新星)》。
- 2月23日，發布了第6張個人專輯《Ready》。
- 10月3日 - 13日，出演舞臺劇「ジンギスカン 〜わが剣、熱砂を染めよ〜」。
- 在此年年底，移籍到Imperial Records（英语：Imperial Records）。

2012年
- 1月25日，發行了在Imperial Records的首張，同時為本人第21張單曲《LADY MIND》。
- 4月13日-5月13日，出演音樂劇「コーヒープリンス1号店」。
- 7月29日，在香港舉行了個人演唱會「Nami Tamaki Live in Hong Kong 2012」。
- 9月，出演音樂劇「跑吧！美乐斯」，飾演太田静子。
- 10月10日，發行了第22張單曲《Paradise》。

2013年
- 4月17日，發行了出道10周年的紀念單曲《REAL》。同時翻唱了自己的成名作《Believe》。
- 4月23日，迎來出道10周年。
- 4月-5月，出演舞臺劇「戦国BASARA3 宴」,飾演阿市。
- 10月-11月，出演音樂劇「エニシング・ゴーズ」。

2014年
- 6月25日，發行了首張翻唱專輯《NT GUNDAM COVER》。收錄多首歷代機動戰士高達的經典歌曲。
- 8月，出演音樂劇「タイトル・オブ・ショウ」
- 10月 - 12月，出演舞臺劇「戦国BASARA4」,再次飾演阿市。
- 11月19日，發行了第24張單曲《Vivid Telepathy》。此曲為動畫《白银的意志 ARGEVOLLEN》的片尾曲。
- 在此年年底，移籍到SPACE SHOWER MUSIC。

2015年
- 6月3日，發行了第25張單曲《Everlasting love》。此曲為動畫《吸血鬼福尔摩斯》的主題曲。
- 4月-5月，出演歌劇「サイケデリック・ペイン」。
- 7月-8月，出演音樂劇「ファウスト〜最後の聖戦〜」。
- 10月30日，舉行了個人演唱會「MUSIC HOLIC vol.3-ANIME HALLOWEEN-」。
- 本年開始，每個月都會在電玩雜志《電撃Online》旗下的niconico直播頻道裏進行游戲直播。

2016年
- 1月 - 2月，出演音樂劇「流星花園 The Musical」,飾演浅井百合子。
- 2月，離開了自出道起的所屬事務所Smile Company，移籍到东宝艺能[2]。
- 5月25日，與山本陽介合作的單曲《ALL-WAYS》發行。此曲為動畫《Concrete Revolutio～超人幻想～》的片尾曲。
- 7月-9月，首次出演百老匯舞臺劇「Kinky Boots (musical)（英语：Kinky Boots）」日本版,飾演Nicola。
- 11月-12月，作爲女主角主演舞臺劇「格雷的五十道阴影」。

2017年
- 9月1日，離開了所屬事務所東宝芸能，移籍到HighwayStar[3]。
- 2月8日-12日，出演音樂劇「BEFORE AFTER」。
- 8月4日-13日，作爲女主角主演音樂劇「Finding Mr.DESTINY あなたの初恋探します。」。
- 9月23-24日，參與了东京电玩展，為史克威尔艾尼克斯的攤位主持。
- 10月21日，參與了「HOKURIKU Girls girls FESTIVAL2017」。

2018年
- 3月25日，參與了演唱會「gravity Live vol.8「Alpha+」」。
- 5月26日，參與了演唱會「Super★Premium vol.7」。
- 6月-9月，出演音樂劇「美少女戰士（乃木坂46版）」
- 8月4日，參與了在上海舉行的ChinaJoy展覽。
- 11月7日-12月2日，出演音樂劇「市場三郎～グアムの恋」。

2019年
- 2月13日，參與了動畫《Classica Loid》音楽祭。
- 4月-5月，再次出演百老匯舞臺劇「Kinky Boots」日本版。
- 7月23日，參與了大型动漫音乐演唱会「Lantis Festival」。
- 8月16日，參與了在廣州舉行的「Bilibili World」活動。
- 10月19日，參與了在東京巨蛋舉行的「BANDAI NAMCO ENTERTAINMENT FESTIVAL」。
- 12月-翌年1月，出演音樂劇「ロード・エルメロイII世の事件簿 –case.剥離城アドラ-」。

2020年
- 8月5日，發行了第26張，同時也是5年以來首張單曲《Connect the Truth》。此曲為特摄电视剧《超人力霸王Z》的片尾曲。

2021年
- 10月29日，發行了首張數位單曲《Open the GATE (feat.きただにひろし)》。此曲為動畫《バトルスピリッツ 赫盟のガレット》的主題曲[4]。
- 11月22日，參與了大型动漫音乐演唱会「アニレヴ2021 in チームスマイル 豊洲PIT」[5]。
- 11月23日-24日，參與了歌手HYDE在和歌山舉行的交響樂演唱會「20th Orchestra Concert HYDE 黑ミサ 2021 Wakayama」[6]。

2023年
- 1月13-22日，作爲慶祝中日联合声明50周年的紀念活動之一，出演中日合作音樂劇，飾演川島芳子[7]。
- 4月23日，在東京浅草花屋敷舉行了慶祝出道20周年的紀念演唱會[8]。
- 12月21日，發表新單曲《Reborn》，為《机动战士GUNDAM SEED FREEDOM》的官方應援曲[9]，同時也是玉置成実在20年后再次參與高达SEED相關作品。

## 音乐作品

### 單曲
| #  | 名稱                                                                | 發售日         | 備考                                                                              |
| 1  | Believe                                                             | 2003年4月23日  | ※Label Gate CD 完全初回限定/通常盤2種形式發售                                     |
| 2  | Realize                                                             | 2003年7月24日  | ※Label Gate CD 完全初回限定/通常盤2種形式發售                                     |
| 3  | Prayer                                                              | 2003年11月12日 | ※Label Gate CD 完全初回限定/通常盤2種形式發售                                     |
| 4  | Shining Star ☆不要忘记☆                                             | 2004年1月28日  | ※Label Gate CD 完全初回限定/通常盤2種形式發售                                     |
| 5  | 大胆地前进吧 ↑Heart&Soul↑                                           | 2004年7月14日  | ※Label Gate CD 初回限定盤/通常盤2種形式發售                                       |
| 6  | Reason                                                              | 2004年11月10日 | 完全初回限定/通常盤2種形式發售                                                    |
| 7  | Fortune                                                             | 2005年1月26日  | 初回生産限定盤/通常盤2種形式發售                                                  |
| 8  | Heroine                                                             | 2005年4月6日   | 初回生産限定盤/通常盤2種形式發售                                                  |
| 9  | Get Wild                                                            | 2005年11月2日  | 初回盤/通常盤2種形式發售                                                          |
| 10 | MY WAY/Sunrize                                                      | 2006年3月24日  | 初回盤/通常盤2種形式發售                                                          |
| 11 | Result                                                              | 2006年5月3日   | 初回盤/通常盤2種形式發售                                                          |
| 12 | Sanctuary                                                           | 2006年6月7日   | 初回盤/通常盤2種形式發售                                                          |
| 13 | CROSS SEASON                                                        | 2007年3月14日  | 初回盤/通常盤2種形式發售                                                          |
| 14 | Brightdown                                                          | 2007年8月29日  | CD+DVD(初回盤)/CD(通常盤)2種形式發售                                              |
| 15 | Winter Ballades                                                     | 2007年12月26日 | CD+DVD(初回生産限定盤)/CD(通常盤)2種形式發售                                      |
| 16 | GIVE ME UP                                                          | 2009年3月25日  | Universal J移籍第一彈單曲 CD+DVD(初回盤A)/CD+Photo(初回盤B)/CD(通常盤)3種形式發售 |
| 17 | Friends!                                                            | 2009年7月29日  | CD+DVD(初回盤A)/CD+DVD(初回盤B)/CD(通常盤)3種形式發售                             |
| 18 | 如果願望會…                                                         | 2009年10月14日 | CD+2010年卓上日曆(初回限定生産盤)/CD+DVD(初回盤)/CD(通常盤)3種形式發售            |
| 19 | 成為回憶?                                                           | 2010年2月17日  | nami名義的5th專輯先行單曲 只有CD1種形式發售                                       |
| 20 | Missing You〜Time To Love〜feat.KWANGSOO,JIHYUK,GEONIL(from 超新星) | 2011年1月12日  | 只有CD1種形式發售                                                                 |
| 21 | LADY MIND                                                           | 2012年1月25日  | Imperial Records移籍第一彈單曲 CD+DVD(初回限定盤)/CD(通常盤)2種形式發售           |
| 22 | PARADISE                                                            | 2012年10月10日 | CD+DVD(初回限定盤)/CD(通常盤)2種形式發售                                          |
| 23 | REAL                                                                | 2013年4月17日  | CD+DVD(初回限定盤)/CD(通常盤)2種形式發售                                          |
| 24 | Vivid Telepathy                                                     | 2014年11月19日 | CD+DVD(初回限定盤)/CD(通常盤)2種形式發售                                          |
| 25 | Everlasting Love                                                    | 2015年6月3日   | 電視動畫《吸血鬼福爾摩斯》主題曲                                                  |
| 26 | Connect the Truth                                                   | 2020年8月5日   | 特攝電視劇《超人力霸王Z》片尾曲                                                   |
| 27 | Reborn                                                              | 2024年1月24日  | 電影動畫《機動戰士鋼彈 SEED FREEDOM》官方應援曲                                   |

### 未發售單曲
| # | 名稱                                      | 公開日        | 備考                                                                          |
| 1 | Resolve                                   | 2019年9月12日 | 柏青哥『シャア専用パチスロ 逆襲の赤い彗星』ビスティ』專用歌曲。並未公開發售。 |
| 2 | BEYOND THE TIME～メビウスの宇宙を越えて～ | 2019年9月12日 | 柏青哥『シャア専用パチスロ 逆襲の赤い彗星』ビスティ』專用歌曲。並未公開發售。 |

### 專輯
| # | 名稱          | 發售日        | 備考                                                               |
| 1 | Greeting      | 2004年2月25日 | ※Label Gate CD 初回生産限定盤/通常盤2種形式發售                    |
| 2 | Make Progress | 2005年5月11日 | 初回生産限定盤/通常盤2種形式發售                                   |
| 3 | Speciality    | 2006年7月12日 | CD+DVD(初回盤)/CD(通常盤)2種形式發售                               |
| 4 | Don't Stay    | 2008年4月23日 | CD+DVD(初回生産限定盤)/CD(通常盤)2種形式發售                       |
| 5 | STEP          | 2010年2月24日 | Universal J移籍後首張專輯 CD+DVD(初回限定盤)/CD(通常盤)2種形式發售 |
| 6 | Ready         | 2011年2月23日 | CD+DVD(初回限定盤)/CD(通常盤)2種形式發售                           |
| 7 | Singularity   | 2014年3月13日 | 20周年記念專輯                                                     |

#### 精選專輯
| # | 名稱                   | 發售日         | 備考                                         |
| 1 | Graduation 〜Singles〜 | 2006年11月29日 | CD+DVD(初回生産限定盤)/CD(通常盤)2種形式發售 |

### 影像作品
- Believe DVD（2003年11月12日發售）
- Realize DVD（2003年12月17日發售）
- Greeting DVD（2004年5月19日發售）
- Make Progress DVD（2005年7月6日發售）
- NAMI TAMAKI 2nd CONCERT Make Progress 〜road to〜（2005年10月5日發售）
- Speciality DVD（2006年8月30日發售）
- NAMI TAMAKI Best CONCERT "My Graduation"（2007年6月13日發售）
- STEP DVD（2010年2月17日発売）
- 月刊NEO 玉置成実（2011年2月24日發售）

### Live DVD
- 2nd concert「Make Progress ～road to～」（2005年10月5日）
- Best concert「My Graduation」（2007年6月13日）

### 其他參與項目
- CD「MATCHY TRIBUTE」(2006.01.25) - Blue Jeans Memory
- CD「14プリンセス～PRINCESS PRINCESS CHILDREN～」(2006.03.08) - 19 GROWING UP -ode to my buddy
- CD「LUNA SEA MEMORIAL COVER ALBUM -Re:birth-」(2007.12.19) - STORM
- 電影「ラブ★コン」(LOVE COMPLEX) DVD (2007/01/01) - 飾 石原信子
- 音樂劇「スウィート・チャリティ」(Sweet Charity) (2006/09/06-10/04 共22場) - 飾 チャリティ(Charity)
- 音樂劇「HIGH SCHOOL MUSICAL」(日本版) (2007/06/12-07/08 共27場) - 飾 Gabriella
- 音樂劇「HIGH SCHOOL MUSICAL 2」(日本版) - 飾 Gabriella

## 被翻唱歌曲
- 《Reason》
  -  義大利歌手Bandido《Dance For Love(意大利語)》 　　
  -  義大利歌手Cherry《Reason(英語)》
  -  越南歌手梅雪《Reason》

- 《Prayer》 　
  -  義大利歌手Bandido《Cool Night(意大利語)》 　　
  -  義大利歌手Cherry《Prayer(英語)》
  -  越南歌手梅雪《Prayer》

- 《Realize》 　
  -  義大利歌手Bandido《Hot High(意大利語)》 　　
  -  義大利歌手Cherry《Realize(英語)》
  -  越南歌手梅雪《Realize》

- 《Believe》 　
  -  義大利歌手Bandido《Hot So Cool(意大利語)》 　　
  -  義大利歌手Cherry《Believe(英語)》
  -  越南歌手梅雪《Believe》